# Apochthonius magnanimus
Apochthonius magnanimus är en spindeldjursart som beskrevs av Clarence Clayton Hoff 1956. Apochthonius magnanimus ingår i släktet Apochthonius och familjen käkklokrypare. Inga underarter finns listade i Catalogue of Life.